# Chips zébrée

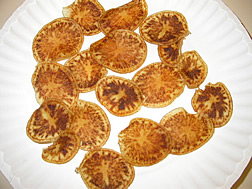
Les symptômes sont plus visibles sur les chips (et les frites) que sur les tubercules frais.

La chips zébrée est le nom donné à une maladie (en espagnol papa manchada ou papa rayada) de la pomme de terre apparue en Amérique du Nord dans les années 1990 et dont l'agent n'a pas encore été identifié,. Les chips affectées par l'agent pathogène de la chips zébrée présentent des lignes sombres inesthétiques, évoquant des rayures de zèbre, qui les rendent invendables. Aucun risque sanitaire n'a été associé à la consommation de chips préparées à partir de tubercules infectés.

## Apparition
La « chips zébrée » fut identifiée la première fois en 1994 près de Saltillo (Mexique) et fut appelée papa manchada (pomme de terre tachetée). Au début des années 1990, des producteurs de pomme de terre du Texas avaient signalé des attaques, bien que la maladie n'ait pas été identifiée aux États-Unis avant l'année 2000,. Aussitôt après, la chips zébrée a été signalée dans plusieurs États : Arizona, Californie, Colorado, Kansas, Nebraska et Nouveau-Mexique. Depuis 2000, le Guatemala a signalé une maladie sous le nom de papa rayada (pomme de terre rayée), qui a été assimilée à la chips zébrée,.
En Nouvelle-Zélande, la première apparition de la chips zébrée est datée de mai 2008, lorsque des symptômes similaires ont été repérés dans une serre d'Auckland. Des cas de cette maladie sont probablement apparus en Europe de l'Est et en Russie.

## Cause

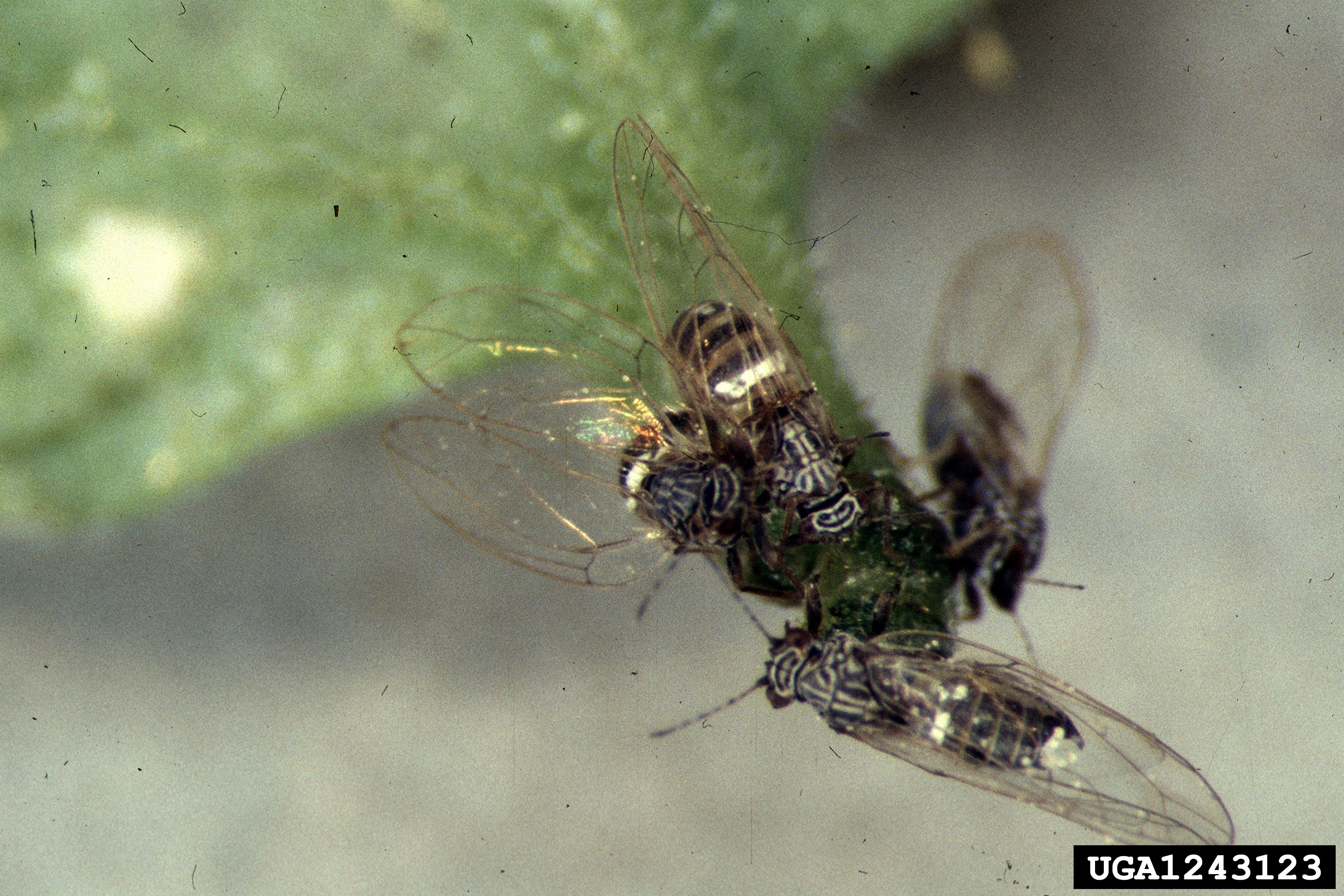
Adultes de Bactericera cockerelli à la pointe d'une feuille de tomate.

La cause de la chips zébrée est actuellement inconnue et des recherches ont été lancées dans plusieurs pays,. Une expérience menée par des chercheurs du département de l'Agriculture des États-Unis indique que les chips fabriquées à partir de tubercules frais de pommes de terre infectées augmentent la visibilité des rayures. les chercheurs relient la manifestation de la chips zébrée à la présence  d'une psylle, Bactericera cockerelli, qui infeste aussi bien les pommes de terre que les tomates. L'un des scientifiques a également signalé qu'en ciblant l'un des hôtes potentiels, le psylle, par des mesures de contrôle des insectes, on pouvait efficacement enrayer la maladie. Bien que les premiers rapports suggéraient que la cause de la chips zébrée pourrait être un phytoplasme, précisément Candidatus Phytoplasma asteris, les études n'ont pas permis d'associer systématiquement un phytoplasme à la maladie,.
Une hypothèse actuelle est que le psylle de la pomme de terre serait le vecteur d'un agent pathogène inconnu, étant donné que c'est le seul organisme constamment associé à la chips zébrée. En 2008, des chercheurs néo-zélandais étudiant une infestation de cultures en serres de tomates et piments par Bactericera cockerelli  ont découvert une nouvelle espèce de bactérie, Candidatus Liberibacter solanacearum, dont les marqueurs génétiques sont identiques à ceux trouvés dans deux exploitations de pommes de terre du  Texas. Cette bactérie est apparentée à Candidatus Liberibacter spp., qui est la cause de la maladie du Dragon jaune chez les plantes du genre citrus.

## Symptômes
Des chercheurs ont émis l'idée que le symptôme qui a donné son nom à la maladie de la chips zébrée est causé par la conversion de l'amidon de la pomme de terre en sucres solubles, provoquant l'apparition des bandes sombres après cuisson.
De nombreux symptômes de la chips zébrée se manifestent avant même la récolte des pommes de terre ; parmi les symptômes foliaires figurent la chlorose, des brûlures foliaires, le gonflement des nœuds, le brunissement des tissus vasculaires et l'enroulement des feuilles. Les symptômes souterrains sont l'avortement des stolons, l'agrandissement des lenticelles, le brunissement des tissus vasculaires, la décoloration des rayons médullaires et des taches nécrosantes des tissus du tubercule. L'université du Nebraska cite les symptômes de l'appareil souterrain comme les seuls signes distinctifs de la chips zébrée parmi toutes les autres maladies connues de la pomme de terre. De nombreux experts des maladies de la pomme de terre considèrent que la chips zébrée est particulièrement complexe, et peut-être le produit de deux agents pathogènes distincts, comme cela a été découvert précédemment pour les « basses richesses » (SBR) et le spraing,.

## Conséquences économiques
Les effets de la chips zébrée sur l'économie tiennent plus à l'aspect des produits dérivés de la pomme de terre qu'à d'éventuels problèmes de comestibilité. Ils n'entraînent pas de risques pour la santé, mais rendent les pommes de terre infectées peu attrayantes et surtout provoquent leur rejet par les entreprises de transformation. 
De ce refus découle la plupart des autres coûts, y compris les pertes de revenus liées à des baisses d'activité,.

### Nouvelle-Zélande
Après la découverte en juin 2008 de la nouvelle espèce de Candidatus Liberibacter solanacearum, quatorze pays ont interdit l'importation de divers produits agricoles néo-zélandais et la Nouvelle-Zélande a retiré les certifications à l'export pour les tomates et les piments à titre de précaution. Ces certifications ont été rétablies depuis et divers pays ont indiqué qu'ils acceptaient à nouveau certaines importations de fruits. Les deux principaux partenaires commerciaux traditionnels de la Nouvelle-Zélande sont les Fidji et la Polynésie française ; les îles Fidji ont interrompu leurs importations depuis la Nouvelle-Zélande de pommes de terre, tomates et piments jusqu'en juillet 2008. Bien que la Polynésie française n'ait pas interdit ses importations immédiatement, ses restrictions ont été jugées abusives par la Nouvelle-Zélande et toutes les exportations de pommes de terre et piments vers la Polynésie française ont été arrêtées.
L'Australie, qui avait précédemment bloqué les importations de pommes de terre, a élargi cette interdiction aux piments, tomates, physalis, tomarillos et à cinq autres produits de l'agriculture.
Bien qu'il soit trop tôt pour estimer l'impact économique de ces interdictions, les exportations de tomates et piments de la Nouvelle-Zélande représentent globalement 41 millions de dollars néo-zélandais par an.

### Texas
Certaines exploitations du Texas ont signalé des pertes supérieures à 2 millions de dollars tant en 2005 qu'en 2006, et approximativement 35 à 40 % des surfaces consacrées à la culture de la pomme de terre dans cet État sont affectés par la maladie. Selon le modèle d'estimation macroéconomique IMPLAN, basé sur les productions moyennes annuelles de l'État entre 2003 et 2005, la perte de production s'élèverait à 38 % de la production totale, soit 25,86 millions de dollars. L'impact économique, au-delà de la seule production agricole, atteindrait sur l'ensemble de l'activité un montant de pertes estimé à 125 millions de dollars et la suppression de 970 emplois. Le Center for North American Studies a aussi prévu que si la maladie n'est pas enrayée rapidement, le Sud du Texas pourrait perdre la totalité de ses récoltes et abandonner la culture de la pomme de terre.